# Husky syberyjski
Husky syberyjski – jedna z ras psów, należąca do grupy szpiców i psów w typie pierwotnym, zaklasyfikowana do sekcji północnych psów zaprzęgowych. Zgodnie z klasyfikacją amerykańską, należy do grupy psów pracujących. Typ wilkowaty. Nie podlega próbom pracy.

## Historia
Rasa ta jest rasą pierwotną, pochodzącą z rejonu Kołymy w północnej Syberii. Hodowana tam przez pionierów w hodowli psów zaprzęgowych – Czukczów oraz Kamczadalów, Koriaków i Jukagirów. Około 17 tysięcy lat temu wiele paleoazjatyckich plemion zamieszkiwało te tereny, gdy były one cieplejszym i bardziej przyjaznym terenem łowieckim. Ludzie zdobywali tam pożywienie polując, w czym pomagały im psy myśliwskie. Każda grupa stworzyła własny typ psa w zależności od wymagań łowieckich, ukształtowania terenu, występujących temperatur czy grubości pokrywy śnieżnej.
Czukcze żyli na półwyspie rozciągającym się z Syberii w kierunku Alaski. Około 3000 lat temu klimat uległ znacznemu ochłodzeniu, toteż Czukcze zaczęli wykorzystywać psy do ciągnięcia sań. Lud ten żył w stałych osadach, w głębi lądu i aby polować musiał przemierzać duże odległości. Ideałem psa było niewielkie zwierzę, które potrzebowało mało pokarmu, ale było na tyle silne, aby ciągnąć upolowaną zdobycz z umiarkowaną prędkością na długich dystansach. Kiedy zaistniała potrzeba przewiezienia cięższego ładunku, pożyczano psy od sąsiadów i zamiast 6-8 zaprzęgano 16 lub 18. Wszystkie samce, oprócz najlepszych, prowadzących zaprzęgi, kastrowano. Zabieg ten miał na celu nie tylko ukrócenie zbędnych kojarzeń, ale pomagał psom w utrzymaniu tłuszczu na ciele. Czukockie zaprzęgi liczące 20 psów potrafiły podobno przebyć w ciągu 6 godzin odległość 120 km i ciągnąć ciężar o masie około 600 kg. Były one często używane przez Rosjan do transportu pasażerów i poczty. Pokonywały wówczas 160–180 km dziennie w szybkim tempie.
Husky zostały sprowadzone do Kanady w 1909 r. przez rosyjskiego handlarza futrami Williama Goosaka, ale nie jest wykluczone, że mogły się tam przedostać znacznie wcześniej. Goosak wystawił zaprzęg w wyścigu „All Alaska Sweepstake” na dystansie 650 km. W porównaniu z miejscowymi psami zaprzęgowymi wydawały się być tak niepozorne, iż początkowo zostały wyśmiane i ochrzczone mianem „syberyjski szczur”. Zaprzęg owych „szczurów”, prowadzony przez Thurnstrup'a, po pokonaniu morderczego dystansu zjawił się na mecie jako trzeci. I tak rozpoczął się ciąg zwycięstw psów tej rasy. W 1910 r. na trasie tego samego wyścigu John Johnson ze swym zaprzęgiem husky uzyskał rekordowy czas 74 h. 14 min. 39 sek., pobity dopiero niedawno, w 1983 r. W latach 1915, 1916 i 1917 wygrywał słynny zaprzęg husky Leonharda Seppali.
Psy Seppali dały początek hodowli tej rasy na kontynencie amerykańskim, gdzie jako szybkie i wytrzymałe prędko zyskały sławę i uznanie. Rozwój hodowli doprowadził do zarejestrowania rasy przez „Amerykański Kennel Club”. Krzyżówki z miejscowymi psami doprowadziły do uzyskania typu uniwersalnego. Psów używano nie tylko w sporcie, ale również w pracy – do przewożenia niezbyt ciężkich ładunków i poczty.
Norweski badacz Roald Amundsen (1872–1928), planując ekspedycję naukową z Alaski na Biegun północny, wybrał do transportu sprzętu właśnie husky. Niestety, wybuch I wojny pokrzyżował plany ekspedycji, a sprowadzone przez Amundsena psy rozpowszechniły się po Kanadzie i USA.
Kiedy w latach 1950–1960 rozkwitła hodowla husky w Ameryce Północnej przywieziono pierwsze egzemplarze tych psów do Europy. Popularność oraz liczebność psów rasy siberian husky w Europie znacznie wzrosła wraz z rozwojem sportu zaprzęgowego.

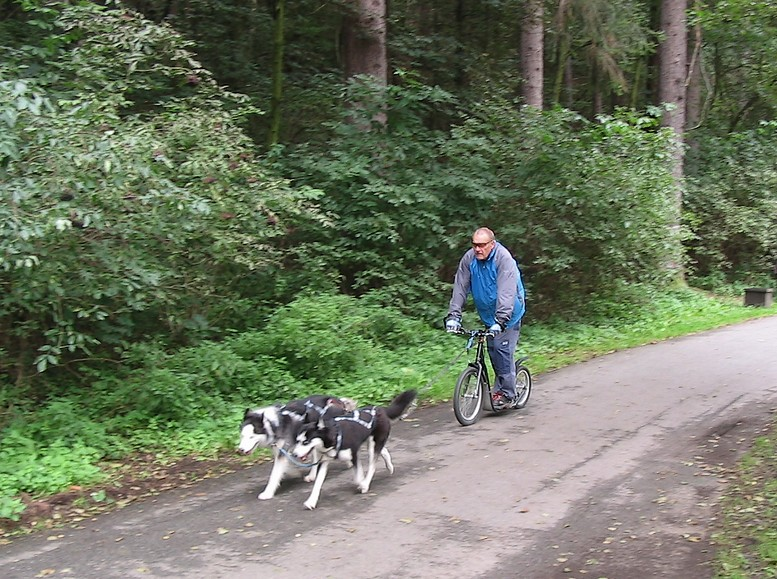
Husky ciągnące hulajnogę

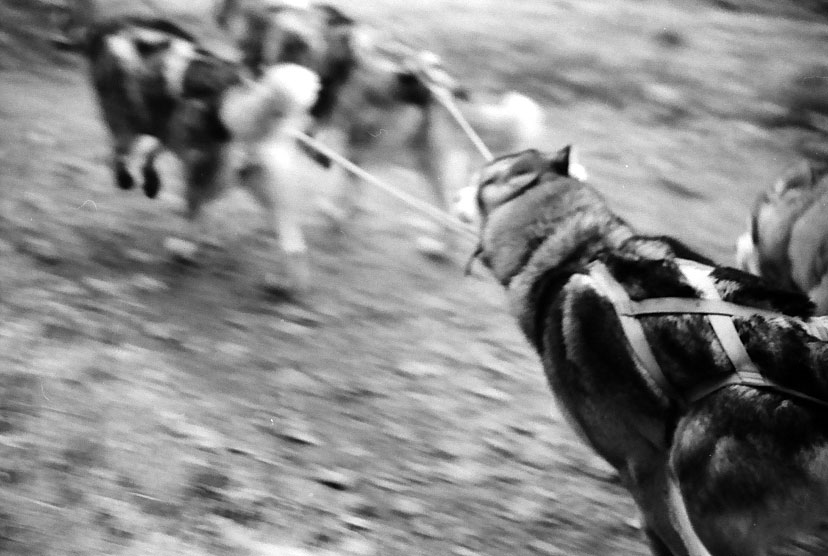
Husky w zaprzęgu

## Użytkowość
Współcześnie husky syberyjski jest wykorzystywany, tak jak i dawniej, jako pies zaprzęgowy, także jako pies rodzinny.

## Wygląd
Husky syberyjski to pies silny umiarkowanie, zwarty, o sportowej sylwetce formatu skróconego prostokąta.

### Budowa
- Głowa: średniej wielkości, proporcjonalna do tułowia.
  - Kufa jest średniej wielkości, zwęża się stopniowo w stronę wierzchołka nosa. Koniec kufy nie jest ani szpiczasty, ani kwadratowy. Wierzchołek nosa czarny u psów szarych, płowych i czarnych. Koloru wątrobianego u psów rudych (maści miedzianej). Brązowy lub cielisty u psów maści białej. Zgryz nożycowy. Dopuszczalny jest brak zębów P1.
  - Uszy są średniej wielkości trójkątne, wysoko osadzone i zbliżone do siebie, są grube i obficie porośnięte włosiem. Koniec ucha lekko zaokrąglony, stoi prosto do góry.

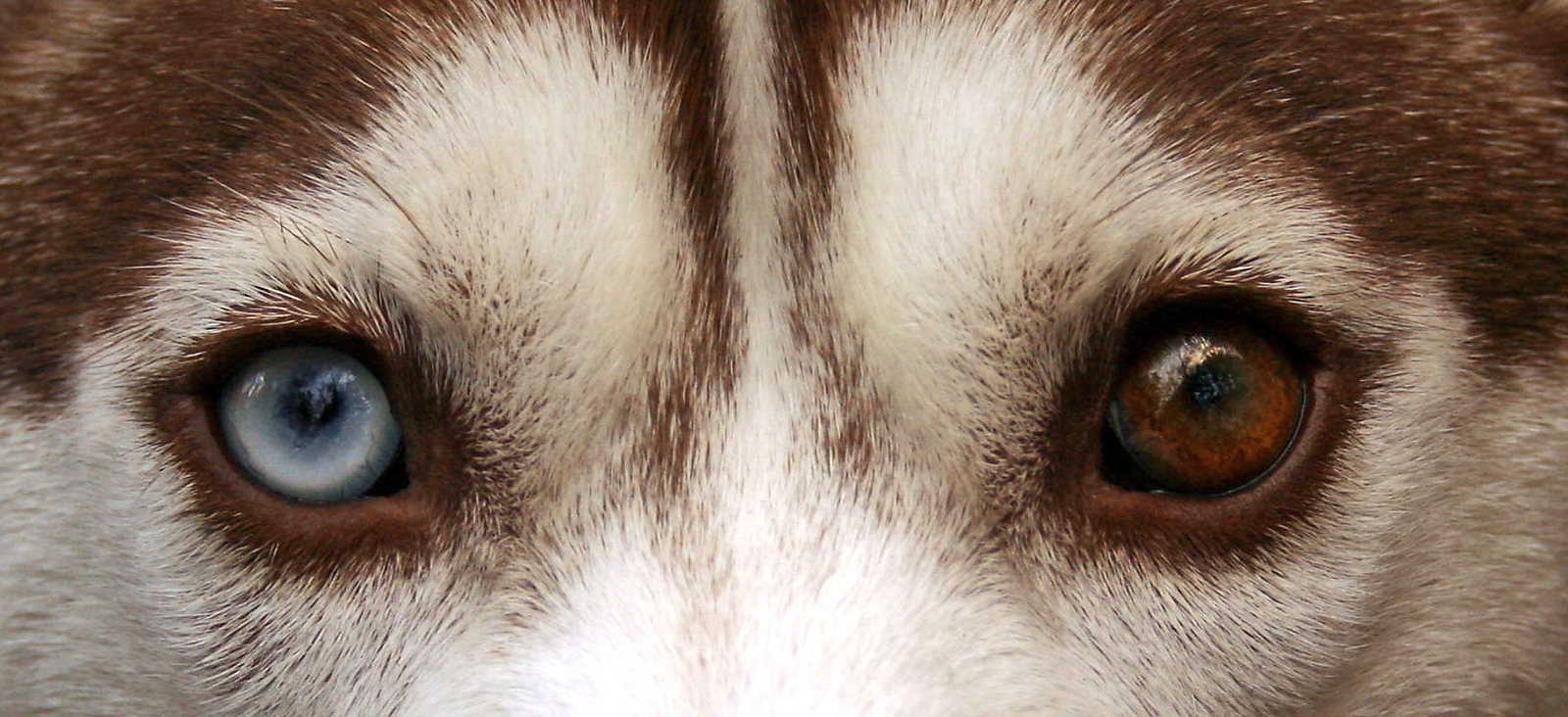
U husky spotykana jest różnobarwność tęczówek.

- Oczy są brązowe lub jasnoniebieskie, przy czym często jedno może mieć inny kolor niż drugie. Są w kształcie migdała i osadzone lekko skośnie[2]. Oryginalną i często poszukiwaną cechą są niebieskie tęczówki.
- Szyja: średniej długości, dumnie noszona, gdy pies stoi, w kłusie szyja opuszcza się tak, że głowa noszona jest lekko do przodu, obficie owłosiona.
- Tułów: silny zwarty, linia grzbietu prosta, kłąb wyraźny, lędźwie dobrze umięśnione, zad prosty, klatka piersiowa głęboka.
  - Kończyny przednie: mocne i proste, równoległe względem siebie.
  - Kończyny tylne: średnio kątowane, mocne, uda dobrze umięśnione.
- Ogon: w kształcie lisiej kity, dobrze owłosiony, osadzony powyżej linii grzbietu i noszony w kształcie sierpowatego łuku, gdy pies ma napiętą uwagę.
- Kościec: mocny, ale nie ciężki.
- Ruch: lekki, płynny, zwinny, swobodny, żywy i elegancki; ze względu na swój ciężar ciała i wielkość husky jest najszybszym z północnych ras psów zaprzęgowych.
- Wady: Brak prawidłowo wykształconych obu jąder w mosznie, oraz wszystko co odbiega od oficjalnego wzorca.

### Szata i umaszczenie

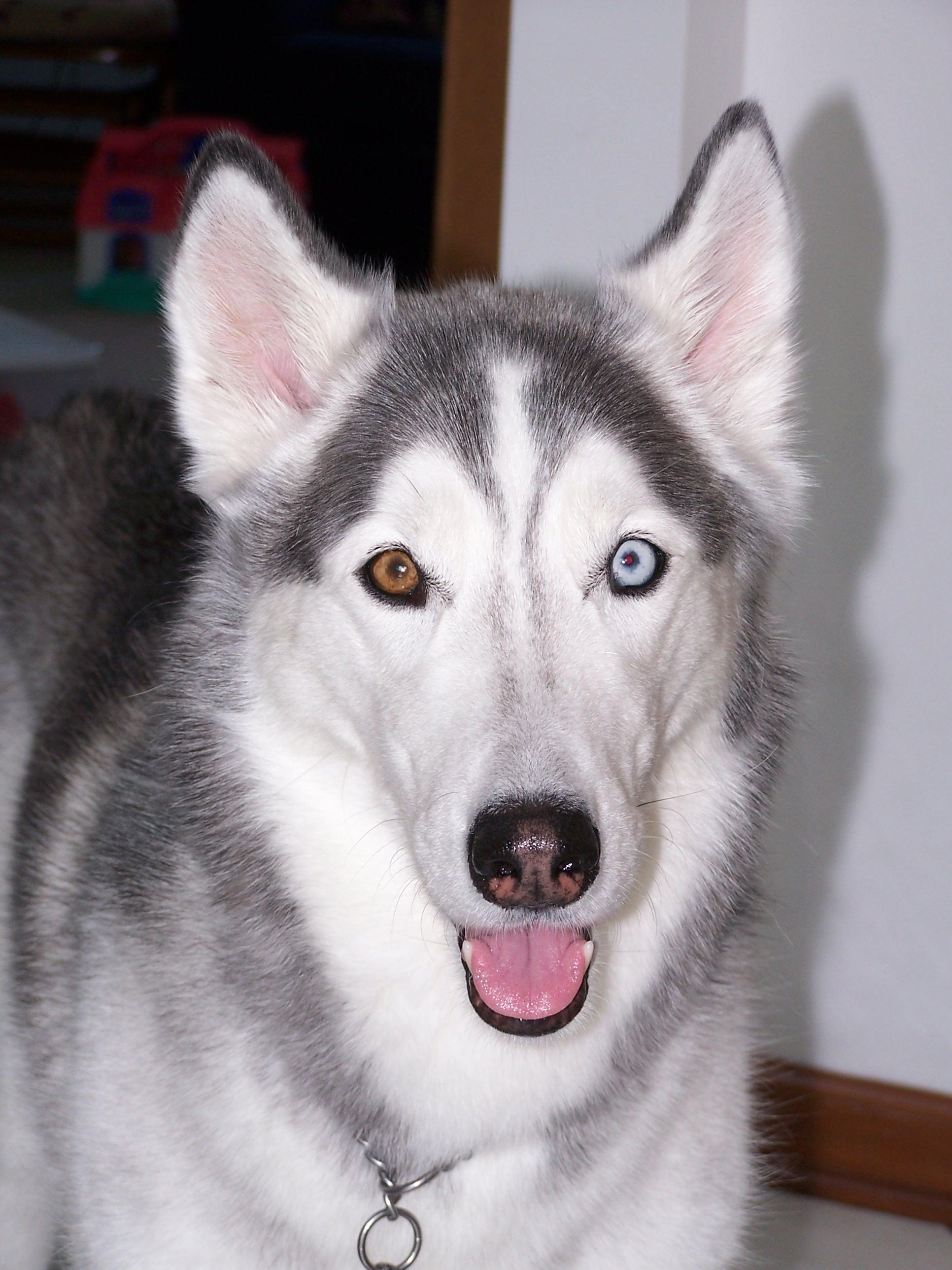
Głowa szarego husky
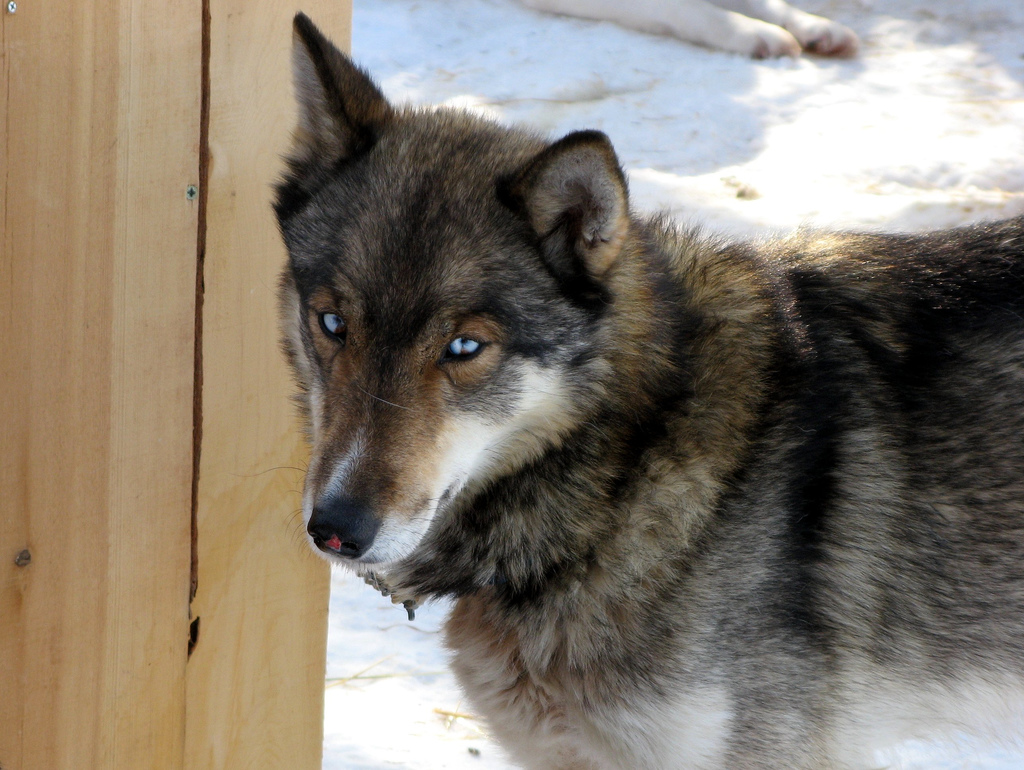
Husky o umaszczeniu wilczastym
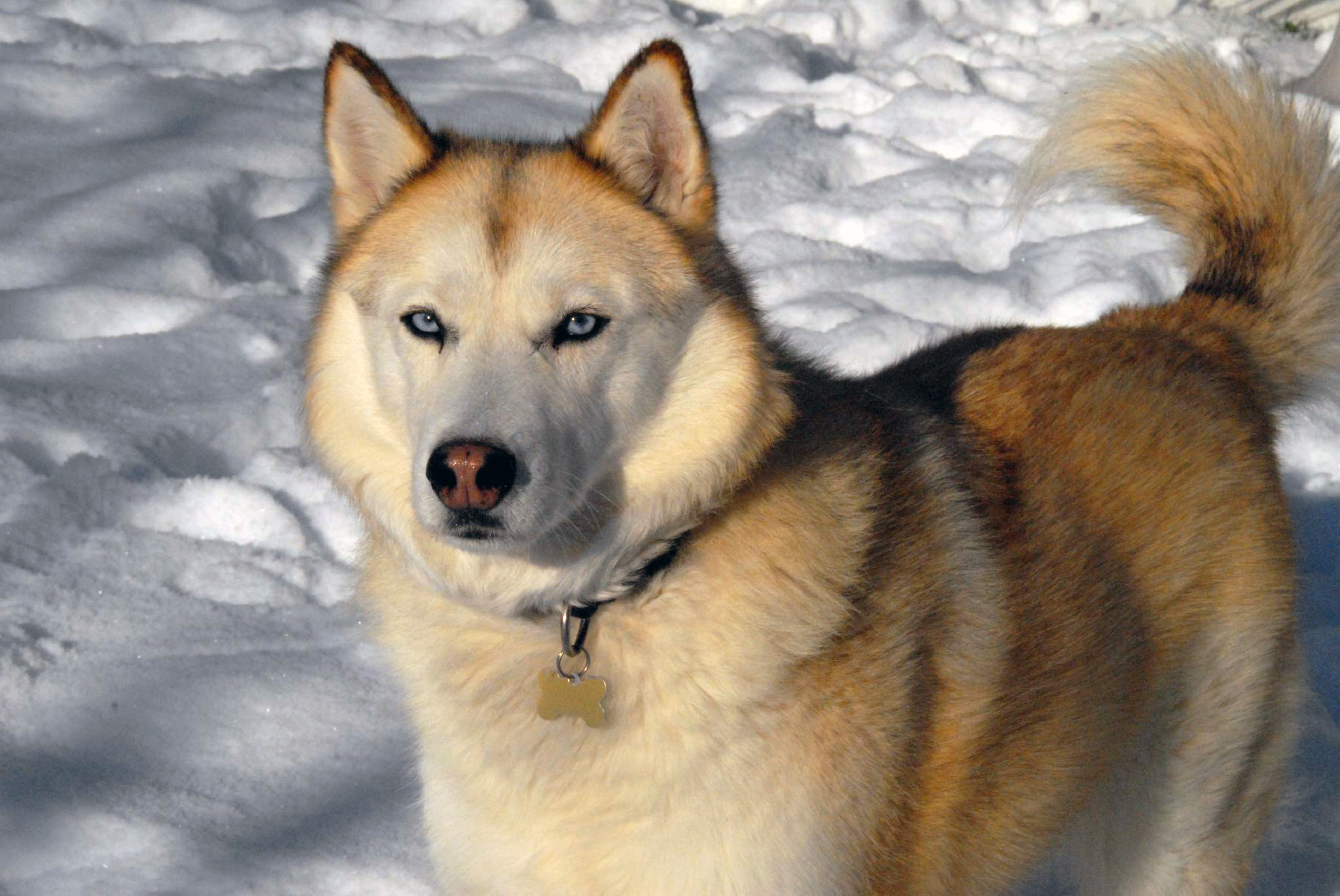
Husky – umaszczenie sobolowe
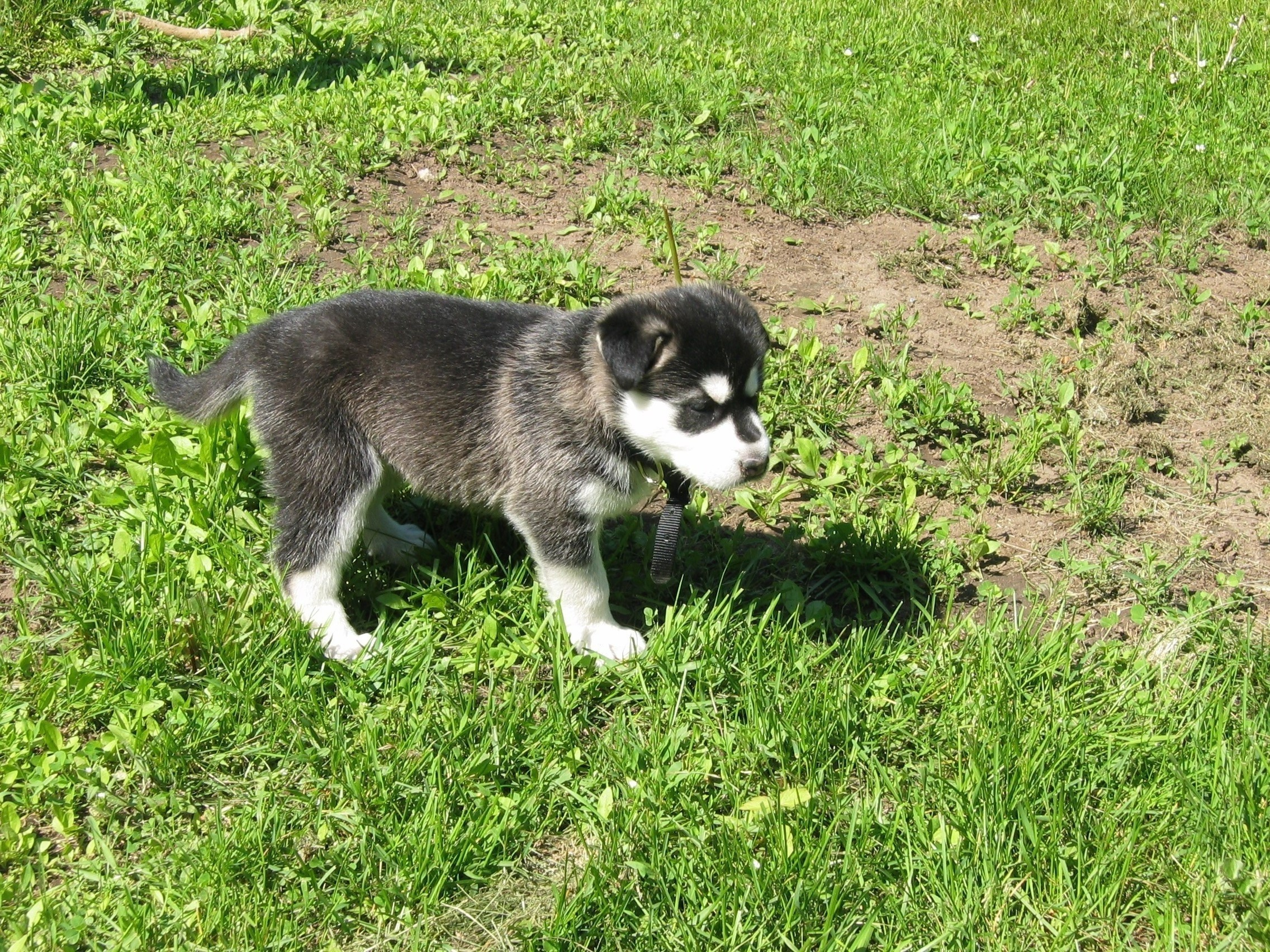
Szczeniak Husky o czarno-białym umaszczeniu

Dopuszczalne są wszystkie rodzaje umaszczenia, od czysto białego do jednolicie czarnego, jednak najczęściej spotykane zestawienia barw to: czarny, szary, wilczasty, srebrzysty, rudy, czekoladowy i złocisty z bielą, także pinto (łaciate). Na głowie występuje duża różnorodność rysunku, tzw. maski – z reguły biała kufa i część twarzowa czaszki, reszta barwna. Włos jest dwojakiego rodzaju – tworzą go podszerstek i włos okrywowy średniej długości; bardzo gęsty, sprawia wrażenie obfitego, ale nigdy nie jest tak długi, żeby przesłaniał wyraźny rysunek linii psa.

## Zdrowie i pielęgnacja
Sierść husky wymaga szczotkowania dwa razy w tygodniu. Dwa razy w roku, kiedy wełnisty podszerstek husky wypada płatami, pies potrzebuje wzmożonej pielęgnacji. Najbardziej typowe dla rasy dolegliwości to choroby oczu (w tym postępujący zanik siatkówki), dysplazja bioder i niedobory cynku. Długość życia: 12 do 14 lat.